# Pedrajas de San Esteban
Pedrajas de San Esteban – gmina w Hiszpanii, w prowincji Valladolid, w Kastylii i León, o powierzchni 30,72 km². W 2011 roku gmina liczyła 3628 mieszkańców.